# Русанівський Віталій Макарович
Віта́лій Мака́рович Русані́вський (25 червня 1931, Харків — 29 січня 2007, Київ) — український науковець, філолог, мовознавець-україніст, викладач і славіст. Доктор філологічних наук (1969), професор (1977), академік НАН України (1982).

## Біографія
Дитинство
Народився 25 червня 1931 у місті Харкові у сім'ї філологів. Його батьки познайомилися в Харкові. Батько, Макар Русанівський, був філологом-шевченкознавцем, мати Єлизавета Середа — літературознавцем і мистецтвознавцем.
На початку німецько-радянської війни батька В. Русанівського заарештували та звинуватили в «буржуазному націоналізмі» — без суду і слідства за прямим розпорядженням прокурора стратили в Лук'янівській в'язниці.
Пізніше родина переїхала до Києва. Жили спочатку в невеличкій кімнаті на вулиці Керосинній, а потім купили недобудовану хату на Батиєвій Горі, відремонтували її, і жили у ній всією сім'єю.
Освіта
Повну середню освіту Віталій Русанівський отримав у загальноосвітній школі № 115 м. Києва. До війни в ній провчився два роки, під час — самотужки «пройшов» третій і четвертий класи. Коли визволили Київ, пішов одразу у п'ятий клас. Дуже боявся, що не опанує російську, адже сім'я була україномовна, але перший диктант написав на хорошу оцінку. 1949 року закінчив школу із золотою медаллю.
З 1949 по 1954-ий Віталій Русанівський здобував вищу освіту на філологічному факультеті Київського державного (нині національного) університету ім. Т. Г. Шевченка. Коли вступав до університету, після співбесіди його довго не зараховували, доки не викликали до спецчастини і не запитали про батька. На той час на руках у Віталія була довідка про смерть батька 26 липня 1941. На українському відділенні студентам було запропоновано спеціалізації з мовознавства чи літературознавства, перед Віталієм Макаровичем не стояло питання вибору (мати один раз сказала йому: «Ти, Віталію, йди по мовній лінії…»). Він обрав мовознавство. А в мовознавстві — розділ історична граматика української мови. При закінченні навчання дипломну роботу писав у доцента Петра Дмитровича Тимошенка.
У 1954–1957-их навчання продовжив в аспірантурі на кафедрі української мови. Його науковим керівником став Петро Дмитрович Тимошенко, який був фахівцем з історії української літературної мови — писемні пам'ятки, стиль, структура, місце в історичному розвитку мови. Саме на дослідження історії граматичних категорій виду і часу в українській мові 14–17 ст. Петро Тимошенко спрямував наукові інтереси аспіранта В. М. Русанівського.
Трудова діяльність
З 1957 Віталій Русанівський — молодший, а з 1961-го старший науковий співробітник Інституту мовознавства ім. О. О. Потебні АН УРСР (нині НАН України), З 1964 року В. М. Русанівський заступник директора, у 1981—1996 — директор, з 1996 по 2007 — радник дирекції Інституту мовознавства ім. О. О. Потебні. Одночасно завідував відділами: культури мови (з 1971), теорії та історії української мови (з 1976), української мови (з 1982), західно- та південнослов'янських мов (з 1992).
У 1978–1993-их — академік-секретар Відділення літератури, мови та мистецтвознавства НАН України.
В. Русанівський був головою Українського комітету славістів (1982—2006), членом Міжнародного комітету славістів, керівником наукової ради «Закономірності розвитку мов і практика мовної діяльності».
У 1989–1990-х В. М. Русанівський голова Міжнародної асоціації україністів.
У 1981–1989-х і з 1993 по 2007 — головний редактор журналу «Мовознавство».
Був одним з фундаторів Українського фонду культури

Могила Віталія Русанівського

Помер 29 січня 2007. Похований разом з дружиною на Байковому кладовищі (ділянка № 49а).

## Наукова діяльність
В 1960 році захистив кандидатську дисертацію. Об'єктом його дослідження була історія граматики української мови. У 1970 році на тему «Історія структури українського дієслова» захистив докторську дисертацію. Звання професора В. М. Русанівському присвоїли 1977 року.
1978 року його обрали членом-кореспондентом АН УРСР, а 1982-го — дійсним членом (академіком) АН УРСР.
Автор близько 350 праць із проблем сучасної української мови і історії, українського, слов'янського і загального мовознавства, історичної граматики, історії української літературної мови, культури мови, правопису, взаємозв'язків української та інших слов'янських мов, автор досліджень із проблем лексикографії та семантики, методології лінгвістичних досліджень, семасіології, термінології, соціолінгвістики, стилістики. Укладач і відповідальний редактор словників різних типів. Автор науково-популярних праць і підручників для середньої та вищої школи. Глибоко дослідив історію українського дієслова як із формально-граматичного, так і з семантичного боку. Історію української мови розглядав на загальнослов'янському тлі. Широкий діапазон лінгвістичних зацікавлень сполучав з умінням вивчити мовні факти, їх проаналізувати, виділити з-поміж них головні, побудувати на цій основі теорію і її викласти.
Основні роботи:
| №  | Назви праць                                                                                    | Рік        |
| 1  | Значення і взаємозв'язок граматичних категорій виду і часу в українській мові XVI—XVII століть | 1959       |
| 2  | Сучасна українська літературна мова. Морфологія                                                | 1969       |
| 3  | Структура українського дієслова                                                                | 1971       |
| 4  | Філософські питання мовознавства                                                               | 1972       |
| 5  | Дієслово — рух, дія, образ                                                                     | 1977       |
| 6  | Походження і розвиток східнослов'янських мов                                                   | 1980       |
| 7  | Структура лексичної і граматичної семантики                                                    | 1988       |
| 8  | Культура українського народу                                                                   | 1994       |
| 9  | Історія української літературної мови                                                          | 2001, 2002 |
| 10 | У слові — вічність (Мова творів Т. Г. Шевченка)                                                | 2002       |
|    |                                                                                                |            |

Автор праць:
- Слов'янські міжмовні зв'язки і формування функціональних стилів української літературної мови XVI — початку XVIII ст. (1978),
- Мова. Людина. Суспільство (Наукова думка, 1977)
- Життя слова (1978, у співавторстві),
- Джерела розвитку східнослов'янських літературних мов (1985),
- Украинская грамматика (1986, у співавторстві),
- Життя слова (у співавторстві, 1978),
- Науково-технічний прогрес і мова (1978),
- Історія української мови (т. 1 — 4, у співавторстві, 1978 —1985),
- Українська мова (у співавторстві, 1978, 1979, 1981, 1990, 1991, 1992),
- Джерела розвитку східнослов'янських літературних мов (1985),
- Украинская грамматика (у співавторстві, 1986),
- Граматика чеської мови (1992),
- Граматика чеської мови (Науковий керівник авторських колективів і автор (1992),
- Граматика української мови. Морфологія (1993),
- Українська мова (співголова редакційної колегії та один з авторів енциклопедії; 2000, 2004),
- Українське мовознавство у західних і південних слов'ян (у співавторстві, 2005).

Голова редакційних колегій українського правопису:
- Український правопис (1960, 1990, 1993, 2002, 2005, 2007),
- Довідник з української орфографії і пунктуації (1964, 1973, 1984, 1986),
- Складні питання сучасного українського правопису (1980).

Укладач:
- член редколегії Словника української мови в 11 томах (Державна премія СРСР, 1983)
- Орфографічний словник української мови (1975—2006).
- Українські грамоти XV ст. / Підготовка тексту, вступна стаття і коментарі В. М. Русанівського. Київ: Наукова думка, 1965.

відповідальний редактор
- Грамоти XIV ст. / Упорядкування, вступна стаття, коментарі і словники-покажчики М. М. Пещак. Київ: Наукова думка, 1974.

## Критика
Віталія Русанівського звинувачують у русофілії та зросійщенні української мови, апелюючи до його певних публікацій. Так, у збірнику «Українська мова у XX сторіччі: Історія лінгвоциду», можна ознайомитись із документами і матеріалами, що стосуються мовної політики радянського керівництва на території України, у тому числі статті В. Русанівського «За чим тужити», «Літературна мова і художній переклад» (у співавторстві зі Світланою Єрмоленко), «Розквіт і взаємозбагачення мов соціалістичних націй» (1968 року).
Стаття за 28 листопада 1968 року «За чим тужити» у «Літературній Україні» була відповіддю на статтю за 4 листопада 1968 року Б. Антоненка-Давидовича «Літера, за якою тужать» (про літеру Ґ). У той момент В. Русанівський відмовив літері Ґ в існуванні.
1973 року у статті «Розквіт і взаємозбагачення мов соціалістичних націй» описав концепцію радянського народу та природність російсько-української двомовності.

## Нагороди
- Ордени Знак Пошани (1981), Трудового Червоного Прапора (1986), «За заслуги» ІІІ ступеня (2001).
- Почесна Грамотою Президії Верховної Ради УРСР (1975)
- Державна премія СРСР, премія імені Івана Франка.
- Звання "Заслужений діяч науки і техніки України" (1991).

## Родина
Батько: Русанівський Макар Олексійович (6 серпня 1904 — 26 липня 1941, Київ) філолог-шевченкознавець, учень професора М. Грунського, був доцентом кафедри української літератури і обіймав посаду декана філологічного факультету Київського державного (нині національного) університету ім. Тараса Шевченка, працював в Інституті української літератури ім. Тараса Шевченка; цікавився творчістю Кобзаря; був заарештований та звинувачений у буржуазному націоналізмі — без суду і слідства за прямим розпорядженням прокурора страчений в Лук'янівській в'язниці.
Мати: Середа Єлизавета Омелянівна (26 квітня 1907 — 1992, Київ), український літературознавець і мистецтвознавець, філолог-шевченкознавець; навчалася в інституті народної освіти, брала участь у складанні експозиційних планів і побудові експозицій шевченківських музеїв у Києві, Каневі та в селі Шевченкове.
Брат: Русанівський Ігор Макарович (1937–2019, Київ) — український журналіст та поет, кінематографіст.
Дружина: Осипенко Зінаїда Марківна (22 грудня 1936 — 25 березня 2002), мовознавиця, доцент Київського державного (нині національного) університету імені Тараса Шевченка
Дочка: Мирослава, випускниця філологічного факультету Київського державного (нині національного) університету ім. Тараса Шевченка (1989)